# Aspergilóza ptáků
Aspergilóza je akutně nebo chronicky probíhající mykóza ptáků vyvolávaná plísněmi z rodu Aspergillus. Vyskytuje se hromadně nebo sporadicky a je charakterizována exsudativními, nekrotizujícími anebo granulomatózními zánětlivými procesy, které se primárně vyskytují především v oblasti dolního respiračního traktu (pulmonální aspergilóza); postiženy ale mohou být i jiné orgány a tkáně. Kromě přímých ztrát úhynem způsobuje snížení hmotnostních přírůstků a zvýšenou konfiskaci na porážce.

## Historie a výskyt
Výskyt plísní u volně žijících ptáků je znám již od počátku 19. století. Plísně rodu Aspergillus (A. candidus) byly poprvé identifikovány ve změnách plicních vaků hýla obecného (Pyrrhula pyrrhula) (Rayer a Montagne 1842). Aspergillus fumigatus byl poprvé izolován z plic dropa velkého (Otis tarda) v roce 1850 Freseniem, který také poprvé použil názvu "aspergilóza". Aspergilózu u krůťat popsali Lignieres a Petit (1898), u dospělých krůt Hinshaw (1937). Od té doby byla aspergilóza pozorována u mnoha druhů ptáků i savců, včetně člověka.
Plísně rodu Aspergillus jsou v přírodě všeobecně rozšířené (jedná se o tzv. vzdušné plísně). Aspergilóza je rozšířena po celém světě, výskyt nemoci však není častý. U savců včetně člověka se aspergilóza projevuje pneumomykózou s tvorbou mykotických uzlíčků, makroskopicky připomínajících tuberkulózu, pseudotuberkulózu nebo aktinomykózu. K infekci lidí dochází nejčastěji při úzkém styku s nakaženými ptáky nebo při déle trvajícím pobytu v silně zamořeném a prašném prostředí.
Počátkem 20. století byl poměrně častý výskyt plicní aspergilózy u lidí pozorován ve Francii. Speciální krmiči holoubat rozžvýkávali v ústech proso a hrách s vodou a takto připravenou potravu za rázného vyfouknutí vpravovali holoubatům do zobáku a do volete. Tento způsob byl rozšířen zejména na nádražích, kudy se dopravovala živá holoubata z provincie do Paříže. Uvádí se, že tito krmiči nakrmili denně až 2 tis. holoubat. Je zřejmé, že byli ve velké míře vystaveni aspergilózní infekci, neboť sporami plísní bývá infikována dutina zobáku holubů, popřípadě se mohli infikovat i rozžvýkávaným krmivem.
Drůbež se dostává do kontaktu s plísněmi obvykle prostřednictvím kontaminovaného krmiva nebo podestýlky. Onemocnění u ní probíhá ve dvou základních formách – akutní a chronické. Akutní aspergilóza se nejčastěji vyskytuje u mladých čerstvě vylíhnutých ptáků (kuřata, krůťata, kachňata aj.) a je charakterizována vysokou morbiditou i mortalitou. Chronická aspergilóza se vyskytuje spíše u jednotlivých zvířat v hejnech chovné nebo užitkové drůbeže a u voliérových ptáků a projevuje se postižením plic a vzdušných vaků. Sporadicky dochází ke generalizované formě aspergilózy. V ojedinělých případech, při silné kontaminaci prostředí plísněmi nebo při snížení odolnosti (stresy, imunosuprese či dietetické závady) může i chronická aspergilóza být příčinou značných hospodářských ztrát. Zejména v chovech krůt patří aspergilóza mezi ekonomicky závažná onemocnění.

## Příčiny nemoci (etiologie)
Původcem aspergilózy ptáků jsou nejčastěji plísně Aspergillus fumigatus a A. flavus, vzácněji také A. glaucus, A. niger, A. terreus, A. nidulans, A. amstelodami, A. nigrescens aj. Výskyt plísní Aspergillus spp. v přírodě je ubikvitární, vyskytují se na zkažených rostlinách, v půdě a obilninách. Jejich reprodukční struktury (konidie) se vyskytují ve vzdušném prostředí. Jsou odolné proti fyzikálním a chemickým vlivům a ve vnějším prostředí si zachovávají životnost po několik let. Některé druhy Aspergillus spp. jsou zcela rezistentní k chemikáliím, takže mohou být prokázány např. i v kyselině sírové, modré skalici či roztokou formaldehydu (Rippon 1982). Vysokými teplotami se ničí až po delší době, nízké teploty jim neškodí.
Aspergillus fumigatus (Fresenius 1850) roste při teplotě 25-37 °C (plíseň je termotolerantní, roste i při 45 °C) a na kultivačních půdách vytváří za 7 dní kolonie o průměrné velikosti 2–4 cm. Kolonie jsou nízké a uprostřed mírně vyvýšené. Jejich zelená barva směrem k periferii bledne a okraje jsou již bezbarvé. Spodní strana kolonií je světle žlutá. Konidiofory jsou hladké, bezbarvé až světlé zelené v blízkosti vezikula. Dosahují délky 300-400 µm a průměru 5-8 µm. Vrchol konidioforů je rozšířen ve vezikulum o průměru 20-30 µm, které nese jednu řadu sterigmat dlouhých 6-8 µm. Z nich odstupují konidie sférického tvaru o průměru 2-3 µm, tvořící opticky hustou nazelenalou masu řetízků konidií nad vezikulem. A. fumigatus produkuje hemolyziny, proteolytické enzymy a jiné toxické faktory, např. termostabilní nekrotizující gliotoxin, který je také cytotoxický pro periferní krevní lymfocyty.
Aspergillus flavus (Link 1809) tvoří na pevných půdách při 25 °C kolonie o velikosti 6–7 cm za 10 dní. Kolonie mají chmýřitý vzhled, rostou značně do šířky a jsou zlatožlutě nebo žlutozeleně zbarvené. Spodní strana je bělavá, jindy žlutavá a později až do hnědavého odstínu. Konidiofory jsou silnostěnné, drsné a bezbarvé. Dosahují délky až 100 µm a průměru 10-65 µm. Vezikula mají v průměru 10-65 µm a sterigmata jsou v jedné nebo častěji ve dvou vrstvách. Žlutohnědé konidie mají kulovitý nebo hruškovitý tvar a měří v průměru 3,5-4,5 µm. Řetízky konidií jsou radiálně volně rozloženy kolem vezikulu.
Rozličné izoláty obou druhů plísní se mohou odlišovat v barvě, vzhledu i v morfologii kolonií od výše uvedených nejtypičtějších charakteristik. Identifikují se podobně jako ostatní druhy či rody plísní podle morfologických kritérií.

## Vznik a příčiny nemoci (epizootologie)

### Hostitel
Onemocnění se vyskytuje u mnoha ptačích druhů, lze proto za potenciálního vnímavého hostitele k infekci plísněmi rodu Aspergillus považovat všechny ptáky, bez ohledu na způsob jejich života.
Z domácí drůbeže se aspergilóza vyskytuje u kura, krůt, hus a kachen. Také holubi, pávi a pštrosi jsou vnímaví. U divoce žijících ptáků je onemocnění vzácnější, naopak u ptáků chovaných v zoologických zahradách (zejména tučňáci) je častější.

### Přenos
Spory Aspergillus spp. jsou v přírodě ubikvitárně rozšířené. Vlhké a teplé prostředí napomáhá k růstu plísní na organických substrátech jako jsou sláma, seno, obilniny, komponenty krmiva, krmné směsi aj. Aspergilóza se šíří převážně vzdušnou cestou, méně často alimentárně. K infekci dochází vdechováním patogenních spor z podestýlky, trusu, prachu, krmiva, nečistých a zaplísněných krmítek, napáječek, technologického zařízení apod. Infekce je také možná přes silně poškozenou kůži.
Plíseň se může uchytit i na povrchu vaječné skořápky (při průchodu kloakou, v hnízdě, na podestýlce nebo z kontaminovaného prostředí) a prorůstat do nitra vejce, kde vytváří plísňový povlak ve vzduchové bublině, případně proniká až do bílku, žloutku nebo vyvíjejícího se embrya. Embrya jsou vysoce vnímavá a brzo uhynou následkem působení plísňových toxinů. Vertikální přenos prokázali Eggert a Barnhart (1953).
Aspergilózou mohou být zamořeny i líhně. K nakažení kuřat dochází v těchto případech při líhnutí nebo krátce po něm a zvýšená mortalita se projeví již v prvních dnech života. Klinické příznaky a změny mohou být detekovatelné již u jednodenních kuřat, ale charakteristické makroskopické změny se objevují zpravidla až kolem 5. dne věku.
Kuřata i jiná ptačí mláďata jsou vysoce vnímavá zejména v období krátce po vylíhnutí. Infekce může být ohraničeně lokalizována na orgány dolního respiračního traktu, zejména bronchy, plíce a vzdušné vaky nebo sekundárně generalizuje do dalších orgánů a tkání. Zdravá dospívající a dospělá zvířata chovaná za optimálních podmínek jsou schopna odolat i vysoké koncentraci spor ve vnějším prostředí, zatímco imunosupresovaní nebo jinak oslabení jedinci onemocní i po velmi nízké dávce spor. Odolnost k infekci snižuje doprava, vlhké prostředí, přeskladnění, podvýživa, špatná ventilace, silná kontaminace prostředí (krmivo, podestýlka), velmi mladý nebo naopak vysoký věk, terapie antibiotiky (tetracykliny), aplikace kortikosteroidů, dráždění sliznice dýchacích cest (čpavek, dezinfekční páry, cigaretový kouř), konkurentní infekce aj. Aspergilóza může být komplikována i jinými bakteriemi.

### Patogeneze
Rozdílná stavba dýchacích cest ptáků je činí zvlášť vnímavými k aspergilóze. Nejvíce bývají postiženy břišní vzdušné vaky jako přímé pokračování bronchů. Plošné a rozsáhlé změny na serózách vzdušných vaků porušují jejich hydroregulační a termoregulační funkci. Protože drůbež nemá potní žlázky, je tato funkce vzdušných vaků zvlášť významná.
Spory se dostávají s vdechovaným vzduchem do dýchacích orgánů, kde vyvolávají v místě fixace zánětlivé změny. Je-li zánětlivá reakce intenzivní, může se zastavit vývoj spor, proces se zhojí a pták neonemocní. Jestliže je obranná reakce slabší, spory se rozrůstají v mycelium a v plicní tkáni vytvářejí typické uzlíky. K tvorbě spor však v plicních uzlících nedochází. Ty se vytvářejí v širších cestách dýchacích a ve vzdušných vacích. Aspergily mají tendenci k prorůstání do krevních cév, což umožňuje jejich rozsev do celého těla.
Změny na orgánech je možno zjišťovat již za 20 hodin po aerogenní infekci. Objevují se nejdříve v plicích, potom na serózách vzdušných vaků (zejména břišních); při masivní infekci bývají zachváceny všechny vzdušné vaky. Tak se mohou dostat aspergilózní změny vychlípeninami vzdušných vaků až mezi svalstvo a do pneumatizovaných kostí. K mykotickému procesu se může připojit i sekundární infekce, vedoucí až ke zhnisání vzdušných vaků. Změny na serózách vzdušných vaků porušují jejich funkci, což vede k obtížím při atmosférických poruchách, ke snížení odolnosti a k poruchám výživného stavu. Následkem postižení dýchacích cest často taková zvířata uhynou během transportu na porážku.
Také věk ovlivňuje vnímavost k aspergilóze. Obecně lze říci, že čím mladší jedinci, tím vnímavější. Po prvních dnech života odolnost k aspergilóze prudce stoupá, což je pravděpodobně způsobeno změnami v propustnosti plicního epitelu, ke kterým dochází v prvních dnech po vylíhnutí. U starších zvířat dochází k propuknutí onemocnění zpravidla po působení stresorů.

## Projevy nemoci (symptomatologie)
Inkubační doba  se může pohybovat mezi jedním až 14 dny.

### Klinika
Aspergilóza probíhá jednak ve formě akutní, se kterou se setkáváme převážně u mladé drůbeže v prvních 3 týdnech věku a která může být doprovázena při enzootickém (obdoba endemie u lidí) průběhu 5-50 % mortalitou, jednak ve formě chronické, která se pozoruje u ptáků přežívajících akutní fázi nemoci nebo u drůbeže starší, kdy mortalita se pohybuje kolem 5 %.
Klinicky se onemocnění nejčastěji projevuje jako plicní aspergilóza, ale po diseminaci (rozsevu) plísní krevní cestou se mohou pozorovat také záněty očí, mozku, kůže, infekce kostí i generalizované infekce. Klinické příznaky nejsou patognomické, odpovídají stupni postižení dýchacího aparátu, případně jiných postižených systémů.
Při akutním průběhu nemoci se u mladých ptáků pozoruje deprese, ospalost, anorexie a dýchací potíže, které jsou při komplikujících infekcích doprovázeny přídatnými šelesty. Peří bývá načepýřené, mohou se objevit poruchy lokomoční, křeče, ochrnutí a úhyn. Doprovodným příznakem mohou být tremor, stočení hlavy (tortikolis), zánět očního bulbu (panoftalmie), slepota, bíle zbarvená řídká stolice nebo serózní nosní odměšek. Převládá-li subakutní průběh, jsou více vyjádřeny celkové příznaky vedle příznaků bronchopneumonických. Dochází ke značnému vyhubnutí, u kuřat k zakrslosti. Dospělá drůbež při tomto průběhu trpí žízní, střídavou chutí, frekvence dechová je zvýšena, ptáci dýchají s otevřeným zobákem. Při lokalizované formě bývají postiženy plíce, vzdušné vaky, průdušnice a bronchy. Vodní drůbež může mít změněný hlas. Při postižení sliznice jícnu se pozoruje obtížné polykání. U kanárů se vyskytuje silná dýchavičnost. Aspergilóza zobáku u papoušků se projevuje suchým, granulomatózním a destruktivním postižením nozder a jejich okolí.
U dospělé drůbeže může onemocnění probíhat vlekle po několik měsíců za příznaků postupného hubnutí, průjmů, snadné unavitelosti, dýchacích potíží, kulhání a s ojedinělými úhyny. U nosnic může dojít k přechodnému snížení snášky.

### Patologie
Při lokalizované formě aspergilózy jsou primárně postiženy trachea, bronchy, plíce a vzdušné vaky, po diseminaci krví také mozek, oči, kosti a jiné orgány. Na sliznicích a serózách dýchacího traktu se nacházejí katarální až fibrinózně zánětlivé změny anebo šedé či žlutobílé granulomy různé velikosti. Při chronickém průběhu mohou být zjišťovány plísně na zánětlivě změněných vzdušných vacích. V plicní tkáni se roztroušeně vyskytují malé kaseózní uzlíky, tvořené zánětlivých exsudátem a plísněmi. Kaseózní (sýrovitý) až želatinózní exsudát může lpět na syringu i na sliznici průdušnice, takže dochází až k ucpání průdušnice.

## Diagnostika
Diagnóza se stanovuje na základě pitevního vyšetření a laboratorního průkazu plísní (histologicky a kultivačně). Protože plísně Aspergillus spp. nepatří k autochtonní flóře sliznice a mohou se běžně dostat na sliznici vzduchem, je důležitý průkaz septovaných hyf ve změněných orgánech. U oblíbených ptáků může napomoci v diagnóze hematologické vyšetření (heterofilie, anémie), cytologie, endoskopie či biopsie. 
Diferenciální diagnostika. Klinické vyšetření není pro stanovení diagnózy dostačující. Mnohem přesnější poznatky dává pitva, kdy je možno zejména při pseudomembranózní formě rozpoznat zřetelné plísňové mycelium a konidie.
Případné aspergilózní uzlíčky v plicích se mohou zaměnit za infekci Salmonella spp. Aspergilózních uzlíků bývá větší počet a jsou menší velikosti, kdežto pulorové uzly jsou větší, avšak je jich méně. Proto je důležitá bakteriologická a mykologická kultivace. Salmonelové infekce mají zpravidla zhoubnější průběh a vykazují vyšší mortalitu.
Změny na játrech a slezině by se mohly zaměnit za tuberkulózní změny. V případech tuberkulózy jsou u drůbeže změny na plicích a vzdušných vacích poměrně vzácné. Ve sporném případě je třeba barvit nátěry podle Ziehl-Neelsena a u živých jedinců provést tuberkulinaci. Při tuberkulóze bývá často zvětšena slezina, kdežto při aspergilóze nikoliv.
Z dalších onemocnění je nutné vyloučit encefalomalácii, daktylariózu, chlamydiózu i nádorová onemocnění. Dýchací potíže se také vyskytují při zvýšení abdominálního tlaku (ascites, hepatomegalie), pneumoniích jiného než plísňového původu či inhalaci cizího tělesa. Změny na očích při hypovitaminóze A mohou také připomínat aspergilózu.

## Terapie a prevence
Léčba aspergilózy závisí na lokalizaci a stupni změn, druhu a užitkovosti i hodnotě léčeného pacienta a také na druhu původce onemocnění. Ošetření těžce nemocných zvířat bývá často neúčinné, podle názoru některých autorů i zbytečné. Vhodnější je vyřadit nemocné kusy z chovu. Aplikací antimykotik je ale možné snížit ztráty i omezit možnost vzniku nových výskytů v hejnu.
Vzhledem k nejisté účinnosti antimykotických přípravků je hlavním opatřením proti výskytu aspergilózy prevence. Ta spočívá v základních zoohygienických opatřeních prováděných v líhních i odchovu. Je nutné zajistit dobrou činnost ventilačního systému, aby nedocházelo ke zvyšování vlhkosti vzduchu v chovném prostředí. Nepoužívat nekvalitní a zaplísněnou podestýlku ani krmivo, omezovat prašnost v halách, zajistit dostatečný přívod vitamínů a pečlivě provádět asanaci prostředí. Používané dezinfekční prostředky by měly mít fungicidní účinek. Prostory kolem krmítek a napáječek jsou zejména vhodná místa pro růst plísně. Jejich denní čištění i dezinfekce snižují množství spor v prostředí. U násadových vajec je nutný sběr co nejdříve po snášce a jejich dezinfekce formalinem.